# Santa Maria de Lluçà

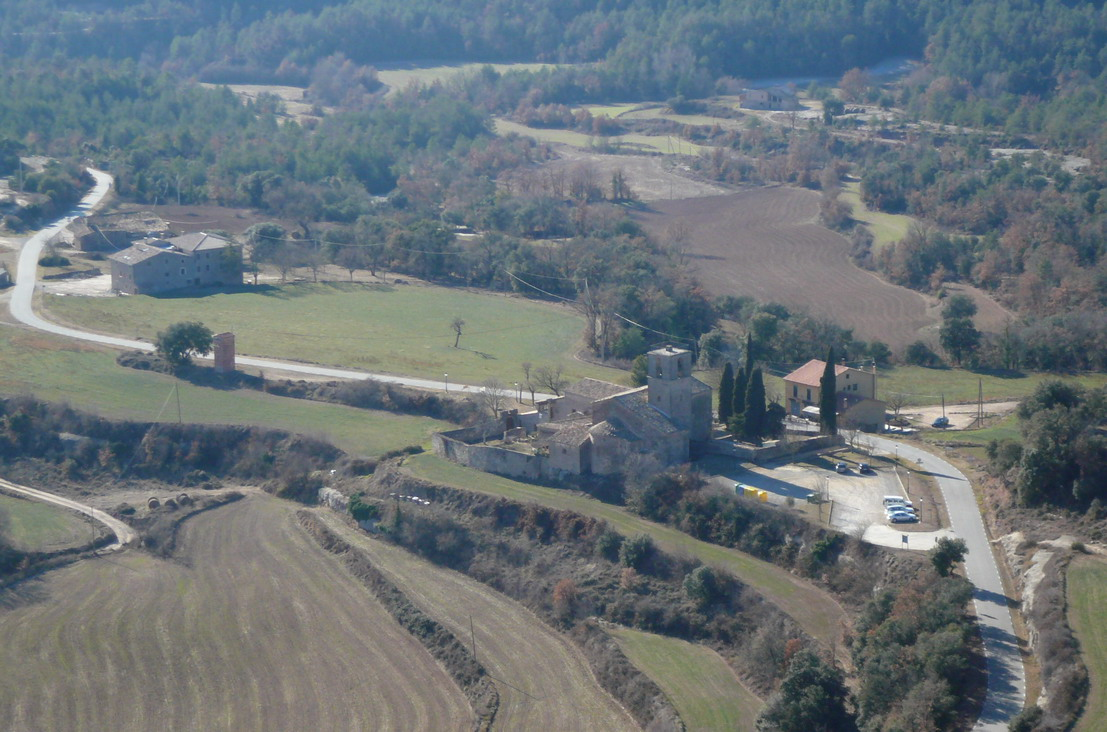
Santa Maria de Lluçà

Santa Maria de Lluçà ist ein ehemaliges Augustiner-Kloster in der spanischen Provinz Barcelona in der autonomen Region Katalonien und besitzt einen vollständig erhaltenen romanischen Kreuzgang mit figürlichen Kapitellen. Es liegt abseits an einer schmalen Straße zwischen Vic und Berga.

## Geschichte
Bereits im Jahr 905 wurde hier eine Marienkirche geweiht. Im 11. Jahrhundert siedelte sich eine Gemeinschaft von Augustinermönchen an. In dieser Zeit wurde die heutige Kirche gebaut und in der 2. Hälfte des 12. Jahrhunderts der Kreuzgang. Im 16. Jahrhundert löste sich die Klostergemeinschaft auf und die Kirche diente als Pfarrkirche.

## Kirche
Das Portal der Kirche besitzt noch seinen ursprünglichen romanischen Eisenbeschlag. Die Kirche ist einschiffig, weist ein leicht gebrochenes Tonnengewölbe auf und endet in einer halbrunden Apsis. Ein Querschiff ist durch zwei Kapellen angedeutet. Die gotischen Wandmalereien des Chores wurden entfernt und restauriert und sind in Nebenräumen ausgestellt. Der romanische Taufstein stammt aus der Kirche von Salcelles. Das Holzkreuz und das Altarantependium mit Szenen aus dem Leben Mariens sind Kopien, die Originale befinden sich im Diözesan-Museum von Vic. An der Südseite der Kirche befindet sich der Zugang zum Kreuzgang.

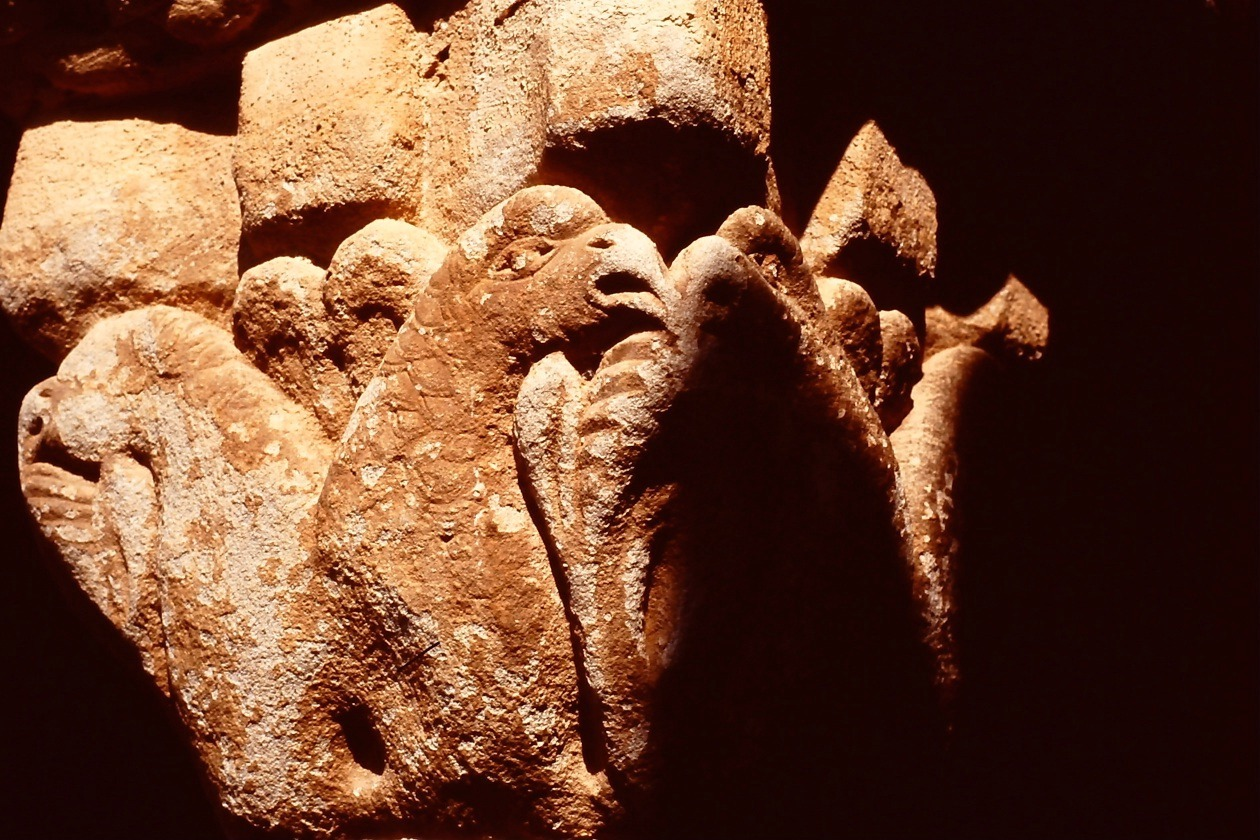
Kapitell im Kreuzgang mit Vogelkopf

## Kreuzgang
Der Kreuzgang, in dem noch der in Stein gefasste Brunnen erhalten ist, hat einen unregelmäßigen Grundriss. Nord- und Westgalerie bestehen aus vier Arkaden, Ost- und Südgalerie aus fünf Arkaden. Die Galerien des Kreuzganges tragen eine Holzbalkendecke. Auf den 22 Kapitellen sind Tiere und Pflanzen dargestellt, Fabelwesen und menschliche Figuren. Auffallend ist, dass die Motive keinen Bezug zu christlichen Themen haben. Einzelne Darstellungen lassen vermuten, dass sie vom Gilgamesch-Epos inspiriert worden sind. Dies wird als Beleg gewertet, dass hier arabische Steinmetze am Werk waren, wie auch die Darstellung exotischer Pflanzen wie Lotusblüten oder das teilweise Fehlen eines zentralen Schlusssteines über den Rundbögen, das fortgeschrittene Kenntnisse der Geometrie voraussetzt.